# Clydonodozus puncticosta
Clydonodozus puncticosta är en tvåvingeart som beskrevs av Alexander 1920. Clydonodozus puncticosta ingår i släktet Clydonodozus och familjen småharkrankar. Inga underarter finns listade i Catalogue of Life.